# Anita Schöbel
Anita Schöbel (Stuttgart, 2 de maio de 1969) é uma matemática e pesquisadora operacional alemã, conhecida por seu trabalho em localização de instalações e otimização de horários para o transporte público. É professora de matemática da Universidade Técnica de Kaiserslautern, onde é chefe do grupo de otimização e diretora do Fraunhofer-Institut für Techno- und Wirtschaftsmathematik. Foi presidente da Gesellschaft für Operations Research.

## Formação e carreira
Schöbel estudou matemática e economia na Universidade de Kaiserslautern, obtendo o diploma em matemática em 1994 e um doutorado (Dr. rer. nat.) em 1998. Sua tese, Locating Lines and Hyperplanes – Theory and Algorithms, foi orientada conjuntamente por Horst Wilhelm Hamacher e Horst Martini.
Permaneceu em Kaiserslautern como pesquisadora no Departamento de Tráfego do Instituto de Matemática Industrial. Mudou-se para o Departamento de matemática em 1999, obtendo a habilitação em Kaiserslautern em 2003, com a tese Customer-oriented Optimization in Public Transportation. Em 2004 foi para a Universidade de Göttingen como professora, retornando em 2019 para Kaiserslautern como professora de matemática e diretora do Fraunhofer-Institut für Techno- und Wirtschaftsmathematik.

## Livros
Schöbel publicou sua tese, Locating Lines and Hyperplanes: Theory and Algorithms, como um livro em 1999. É também autora de outro livro incorporando material de sua tese de habilitação, Optimization in Public Transportation: Stop Location, Delay Management and Tariff Zone Design in a Public Transportation Network (Springer, 2006).